# Signal
Signal (укр. Сіґнал) — 
безкоштовний клієнтський застосунок-месенджер з високим рівнем гарантованої конфіденційності на основі багатоплатформної служби наскрізних зашифрованих (end-to-end encryption) миттєвих повідомлень. 
Він використовує інтернет-з'єднання для надсилання індивідуальних й групових повідомлень, які можуть містити файли, голосові нотатки, зображення та відео. Мобільний застосунок також дозволяє здійснення голосових та відеодзвінків захищених наскрізним шифруванням. Програмне забезпечення розроблене Signal Foundation та Signal Messenger LLC і підтримується виключно за рахунок донатів від небайдужих до таких нетипових продуктів з відкритим сирцевим кодом. На початку серпня 2024 року Роскомнадзор заблокував месенджер Signal. Станом на 2025 рік налічувалося понад 100 млн завантажень месенджера Signal з офіційного магазину Google Play Маркет.

## Історія
Signal розроблений Моксі Марлінспайком і створеною ним компанією Open Whisper Systems (OWS). Клієнтські програми розповсюджуються під ліцензією GNU General Public License (GPL v3). Код сервера доступний під ліцензією GNU Affero General Public License (AGPL v3).
До листопада 2015 року додаток називався TextSecure і дозволяв обмінюватися лише миттєвими повідомленнями. Разом з новим ім'ям була включена функція дзвінків програми RedPhone. У березні 2017 року Signal перейшов на нову систему викликів на основі WebRTC, що дозволило здійснювати відеодзвінки.
У лютому 2018 року було створено некомерційний фонд Signal Foundation з початковим фінансуванням $50 млн. У тому ж році, Брайан Ектон, один з творців WhatsApp, інвестував у Signal $105 млн.

## Особливості функціонування
Signal використовує стандартні номери стільникових телефонів як ідентифікатори та забезпечує повний зв'язок з іншими користувачами Signal за допомогою наскрізного шифрування Signal Protocol. Цей тип шифрування дозволяє захистити користувача від перехоплення його повідомлень чи дзвінків спецслужбами та операторами мобільного зв'язку. До того ж Signal, на відміну від інших популярних месенджерів, зберігає лише необхідний мінімум даних про користувача. Додатки сервісу мають механізми, за допомогою яких користувачі також можуть самостійно перевіряти особистість своїх контактів та цілісність каналу даних.
Все програмне забезпечення Signal є безкоштовним та відкритим. Його клієнти публікуються під ліцензією GPLv3, тоді як код сервера публікується під ліцензією AGPLv3.

## Безпека
Станом на серпень 2023 року підтвердження зламу месенджера Signal — відсутні.
У 2020 році ізраїльський розробник шпигунського програмного забезпечення Cellebrite випустив пресреліз, в якому зазначалося, що продукт компанії для криміналістичної експертизи мобільних пристроїв Physical Analyzer підтримує вилучення даних з Signal. В свою чергу, Signal та експерти в інформаційній безпеці, назвали ці публікації, що вводять в оману і пояснили, що Cellebrite Physical Analyzer працює тільки з пристроями, до яких є фізичний доступ, і лише автоматизує збір інформації з вже розблокованого пристрою.
У серпні 2022 року в компанії Signal повідомили про можливий витік через сторонній сервіс телефонних номерів або SMS-кодів підтвердження реєстрації для приблизно 1900 користувачів. Месенджер повідомив їм про це SMS і запропонував знову зареєструватися під своїм номером. Один користувач повідомив про втрату свого облікового запису.

## Популярність в Україні
Станом на жовтень 2023 року, Signal вважався найкращим та найзахищенішим месенджером в Україні.
На думку експертної команди Держспецзв'язку України, альтернативою Signal, який часто використовують українські військові та який можна вважати умовно безпечним, можна розглянути месенджер Threema. Він має більше засобів взаємного контролю та перевірки, проте його встановлення є платним.

## Блокування
Блокування клієнтського додатку Signal розподіляють на зовнішні та власні (внутрішні). До зовнішнього блокування відноситься спроби зовнішнього блокування додатку, наприклад, владою конкретної країни. До внутрішнього блокування відноситься блокування додатку та блокування акаунту, що може здійснюватися безпосередньо Signal Foundation та/або Signal Messenger LLC.

### Зовнішні блокування
На початку серпня 2024 року Роскомнадзор заблокував месенджер Signal «у зв'язку з порушенням вимог російського законодавства, виконання яких необхідне для запобігання використанню месенджера в терористичних та екстремістських цілях», відтак месенджер перестав працювати без активації режиму обходу блокувань та без VPN.